# Detroit: Become Human
Detroit: Become Human este un joc video de aventură din 2018 dezvoltat de Quantic Dream și publicat de Sony Interactive Entertainment. Jocul are loc în viitorul apropiat și urmărește trei androizi: Kara (Valorie Curry), care scapă de proprietarul ei pentru a-și explora noua ei conștiință artificială și pentru a proteja o tânără; Connor (Bryan Dechart), a cărui sarcină este să vâneze androizi simțitori; și Markus (Jesse Williams), care se dedică eliberării altor androizi din sclavie.
Jocul a primit note mari din partea presei: recenzorii au comparat jocul cu Blade Runner și alte lucrări reprezentative similare.